# Surinaamse parlementsverkiezingen 1996/Kandidatenlijst/NF
Dit is de lijst van kandidaten voor de Surinaamse parlementsverkiezingen 1996 van de combinatie Nieuw Front. De verkiezingen vonden plaats op 25 mei 1996. De landelijke voorzitter en presidentskandidaat was Ronald Venetiaan.
De onderstaande deelnemers kandideerden op grond van het districten-evenredigheidsstelsel voor een zetel in De Nationale Assemblée. Elk district had een eigen lijsttrekker. Los van deze lijst vonden tegelijkertijd de verkiezingen van de ressortraden plaats. Daarvoor gold het personenmeerderheidsstelsel. De kandidaten voor de ressortraden staan hieronder niet genoemd. Nieuw Front deed in alle tien districten mee aan de verkiezingen.

## Lijsten
Hieronder volgen de kandidatenlijsten op alfabetische volgorde per district.

### Brokopondo(1/3)
- Lision J. Wens (NPS) - 243 (voorkeurstemmen)

### Commewijne(2/4)
- W.P. Kartoredjo - 2.452 (voorkeurstemmen)
- H.A. Asmowiredjo - 376 (herkozen)

### Coronie(1/2)
- Harold L.J. Bendt (NPS) - 485 (herkozen)

### Marowijne(2/3)
- R.A. Thomas (NPS) - 1.035 (herkozen)
- J. Djojokasiran - 448 (herkozen)

### Nickerie(3/5)
- S.A. Janinullah (VHP) - 787
- Asha Sing-Koendjiharie (VHP) - 766
- Lachmiperkas Tewari (VHP) - 3.901 (voorkeurstemmen)

### Para(2/3)
- Ronald Karwofodi (NPS) - 1.409 (voorkeurstemmen)
- Hugo Pinas (NPS) - 392 (herkozen)

### Paramaribo(8/17)
- Ronald Venetiaan (NPS) - 22,296
- Jagernath Lachmon (VHP) - 7,730
- Willy Soemita (KTPI) - 2,186
- Fred Derby (SPA) - 706
- Otmar Rodgers (NPS) - 103 (herkozen)
- Ramdien Sardjoe (VHP) - 108 (herkozen)
- S.S.H Ardjosemito 172 (herkozen)
- Ruth Wijdenbosch (NPS) - 575 (herkozen)

### Saramacca(1/3)
- Amernath Baboeram Panday (VHP) - 1.262 (voorkeurstemmen)

### Sipaliwini
- Leendert Abauna (NPS) - 714 (herkozen)

### Wanica
- Marijke Indradebie Djwalapersad (VHP) - 2.644
- M.S. Nurmohamed - 400 (herkozen)
- Radjkoemar Randjietsingh - 7.127 (voorkeurstemmen)

NF · 
NDP · 
DA'91 · 
PL · 
Alliantie · 
ABOP
Kandidaten per district: Brokopondo · 
Commewijne · 
Coronie · 
Marowijne · 
Nickerie · 
Para · 
Paramaribo · 
Saramacca · 
Sipaliwini · 
Wanica